# William Johnson Harahan
William Johnson Harahan (* 22. Dezember 1867 in Nashville, Tennessee; † 14. Dezember 1937 in Clifton Forge, Virginia) war ein US-amerikanischer Eisenbahnmanager, der Präsident der Seaboard Air Line Railroad, der Chesapeake and Ohio Railway, der Nickel Plate Road und der Pere Marquette Railway war.

## Leben
William Johnson Harahan wurde 1867 als Sohn von James Theodore Harahan und seiner ersten Frau Mary Bertha Kehoe in Nashville geboren. Er war das älteste von vier Geschwister und ging nach dem Umzug der Familie in New Orleans zu Schule. Sein Vater arbeitete seinerzeit als Superintendent bei der Louisville and Nashville Railroad und William sammelte in den Sommerferien erste Erfahrungen im Eisenbahnbetrieb. Nach der Schule nahm er 1885 eine Stellung bei der Chesapeake and Ohio Railway an und folgte 1892 seinem Vater zur Illinois Central Railroad. James Theodore Harahan machte ab 1890 als Vizepräsident bei der Eisenbahngesellschaft Karriere und stieg 1906 zum Präsidenten auf, eine Position, die er bis zu seiner Pensionierung 1911 innehatte. Sein Sohn William Johnson Harahan blieb bis 1907 bei der Illinois Central Railroad und stieg vom einfachen Roadmaster bis zum 4. Vizepräsident (1905) auf.
1907 beendete er die über 20-jährige Zusammenarbeit mit seinem Vater und ging zur Erie Railroad, wo er 1911 zum Vizepräsident ernannt wurde. Ein Jahr später wurde er Präsident der Seaboard Air Line Railroad und leitete diese bis 1920. Danach ging er zurück zur Chesapeake and Ohio Railway, wo er seine ersten Erfahrungen gesammelt hatte und jetzt zum Präsidenten berufen wurden. Gesundheitsbedingt musste er seinen Posten 1929 aufgeben, kehrte aber 1935 nach dem Tod seines Nachfolgers an die Spitze der Eisenbahngesellschaft zurück und wurde zudem noch Präsident der Nickel Plate Road und der Pere Marquette Railway.
William Johnson Harahan heiratete 1890 Susannah Smith aus Nashville, mit der er zwölf Kinder hatte. Nach dem Tod seiner ersten Frau 1934 heiratete er im Folgejahr Elizabeth Martha Smith (geb. Todd) aus Cleveland, mit der er seine letzten Lebensjahre verbrachte. Er verstarb am 14. Dezember 1937 in einem Krankenhaus in Clifton Forge, Virginia.